# Faro de Punta Sardina
El faro de Punta Sardina es un faro situado en la isla de Gran Canaria (Islas Canarias, España), en el barrio de Sardina del Norte, del municipio de Gáldar, que se encarga de balizar para la navegación marítima las costas del noroeste de la isla, en la franja de litoral que abarca toda la zona norte hasta el faro de La Isleta, al este, y la punta de La Aldea, ubicada al suroeste.

## Ubicación
El faro se levanta en lo alto de la meseta de la punta de Sardina, y es una construcción formada por una torre cilíndrica en hormigón de tipo estandarizado, pintada de color blanco con franjas horizontales en rojo, rodeado de un cerramiento rectangular de obra de mampostería. Se halla junto al lugar en donde se emplazaba el antiguo faro de Punta Sardina. Este primitivo faro fue concebido por el ingeniero José Casado y Rojas, cuyo proyecto original de construcción data del 20 de julio de 1888 y fue posteriormente modificado por Eugenio Suárez Galván. Las obras de este primer faro culminaron en el año 1890 y su puesta en marcha tuvo lugar en la noche del 15 de febrero de 1891.

## El viejo faro
De forma similar al antiguo faro de Punta de Tostón, en la isla de Fuerteventura, el edificio del viejo faro de Sardina fue una construcción concebida en un cuerpo de forma rectangular, en una sola planta y con la torre cilíndrica adosada en la esquina norte del conjunto. En su interior, un pasillo central distribuía las dependencias y oficina del farero. El edificio estaba revestido en mampostería con mortero común, enlucido y blanqueado, con remates de piedra de sillería en las esquinas, jambas y dinteles. 
La torre se elevaba hasta los 6 metros de altura y estaba conformada en dos cuerpos, enteramente construida en mampostería enlucida con remates de sillería en cornisas, cuerpo del torreón, ventanal y en la unión con la casa. El cuerpo principal estaba adosado a la casa y contaba con un ventanal circular que facilitaba la entrada de luz natural a su interior. En lo alto, sobresaliendo de la cubierta del edificio, se encontraba el torreón de un metro de altura sobre el que se alojaba una linterna octogonal de cristales planos. 
La linterna estaba rematada por un casquete esférico de metal y en su interior se instaló un grupo óptico fabricado por Sautter con una lámpara de la casa Maris de dos mechas que quemaban petróleo; todo ello proporcionaba un alcance de 13 millas náuticas. Años más tarde, en 1928, se sustituye el aparato óptico por otro de la casa sueca AB Gas-accumulator and AB Svenska Gasaccumulator que contaba con 250 mm de distancia focal, con una lámpara de incandescencia Dalen que quemaba acetileno y proporcionaba una luz característica de tres destellos y una ocultación y permitía aumentar el alcance a 16 millas náuticas en tiempo ordinario. Para su entrada en servicio en el año 1891, el faro fue clasificado como aislado y de cuarto orden, por lo que sólo era atendido por un torrero.

## La construcción del nuevo faro
Encontrándose obsoleto, el viejo edificio del faro de Sardina fue derruido a mediados de los años 1980 para levantar uno nuevo. Con la finalidad de evitar iniciativas a favor de su protección, esta demolición se hizo apresuradamente, de noche y sin avisar, y destruyó todo el equipamiento técnico y resto de enseres que se encontraban en el interior del faro, para sorpresa y disgusto de los vecinos. Las obras del nuevo faro, según proyecto de Fernando Navarro Miñón, dieron comienzo en el año 1983 y concluyeron en noviembre de 1984. La obra civil supuso un coste de 22.998.648 pesetas a los que hubo que sumar el de su equipamiento, por valor de 7.277.000 pesetas. El nuevo faro de Sardina entró en servicio el 14 de marzo de 1985.